# Cercle Athlétique de Paris-Charenton

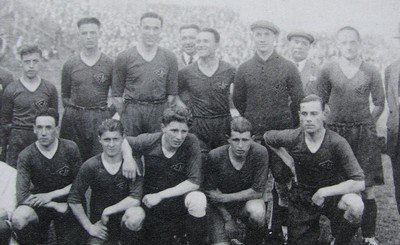
Time de 1928 vice da Copa da França. O segundo jogador agachado é Lucien Laurent.

O Cercle Athlétique de Paris-Charenton - conhecido por CA Paris, Cercle, Paris-Charenton ou ainda CAP-Charenton - é um clube de futebol da França, sediado em Charenton-le-Pont, ao centro-sul da metrópole da Grande Paris. É conhecido como o clube onde jogava Lucien Laurent, autor do primeiro gol da história da Copa do Mundo FIFA.
O Cercle foi o campeão do primeiro campeonato nacional organizado pela Federação Francesa de Futebol, na temporada 1927-28, e depois viria a ser um dos fundadores da Ligue 1. Contudo, não a disputa desde a segunda temporada dela (a de 1933-34) e está ausente até da segunda divisão desde a década de 1960, quando caiu para as mais baixas divisões do campeonato francês.

## História
Fundado como Nationale de Saint-Mandé em 1892, criou um setor de futebol quatro anos depois e em 1899 alterou seu nome para Football Club de Paris. Em 1906, fundiu-se com o Union Sportive XII e com o Paris Athletic Club, formando o Cercle Athlétique de Paris. Naquele mesmo ano, decidiu o campeonato organizado pela União das Sociedades Francesas de Esportes Atléticos (a USFSA), o mais prestigiado entre os diversos campeonatos simultâneos das diferentes entidades de futebol que existiam na França até a fundação em 1919 da Federação Francesa de Futebol (a FFF).
O Cercle voltou à final desse torneio em 1909 e na década de 1910 foi um dos clubes que se rebelaram com a USFSA para organizar outro campeonato, fundando-se a Ligue de Football Association, que chegou a ser presidida por Jules Rimet. No torneio da LFA, o Cercle foi campeão em 1911 e 1913, anos em que também venceu o Troféu dos Campeões, que reunia os vencedores de cada campeonato para apontar-se moralmente o melhor time da França. Com a fundação da FFF, a competição principal passou a ser inicialmente a Copa da França, introduzida em 1918. O Cercle a venceu em 1920. Um primeiro campeonato francês organizado pela FFF deu-se na temporada 1926-27 e foi vencido pelo Cercle, que na temporada seguinte foi vice da Copa da França.
O primeiro campeonato organizado pela FFF foi descontinuado após a temporada 1928-29. A federação introduziu a Ligue 1 na temporada 1932-33 e o Cercle foi um dos quatro clubes parisienses presentes na edição inaugural, junto do Red Star Football Club, do Racing Club de France e do Club Français. Contudo, o Cercle pôde disputar somente as duas primeiras edições, sendo rebaixado ao fim da de 1933-34 na última colocação.
O Cercle passou o restante da década de 1930 basicamente na segunda divisão, onde chegou a contar brevemente no ano de 1938 com Russo, artilheiro do Fluminense que logo voltaria ao clube de origem. Com a Segunda Guerra Mundial, a Ligue 1 foi interrompida, embora tanto a França diretamente ocupada pela Alemanha Nazista (que abrangia Paris) como a França de Vichy organizassem seus próprios campeonatos. O Cercle foi realocado na primeira divisão da liga da França nazista, tendo como melhores campanhas dois sextos lugares (em 1939-40 e em 1941-42), chegando a fundir-se brevemente com o Stade Français nas duas últimas antes do fim da guerra.
Após a guerra, o clube recomeçou na segunda divisão, com campanhas sem maiores destaques até a temporada 1962-63, ao fim da qual renunciou ao profissionalismo e assim foi rebaixado administrativamente à terceira divisão. Na de 1963-64, sua equipe amadora foi rebaixada à quarta e o clube então fundiu-se com o Stade Olympique Charentonnais, formando o atual Cercle Athlétique de Paris-Charenton. Contudo, a união foi infrutífera, com a queda à quinta divisão na temporada 1964-65 e novo rebaixamento seguido na seguinte, relegando o clube a torneios distritais na base da pirâmide do campeonato francês, sua realidade desde então.

## Títulos
- Campeonato Francês Amador: 1911, 1913 (LFA) e 1926-27 (FFF)
- Copa da França: 1919-20

## Jogadores notáveis
- Henri Bard
- Marcel Langiller
- Lucien Laurent
- Jean Laurent
- Russo
- Carlos Volante